# Brighton, Illinois
Brighton är en ort (village) i Jersey County, och Macoupin County i Illinois. Brighton hade 2 254 invånare enligt 2010 års folkräkning.